# Diying
Diying és un riu d'Assam, al districte de Cachar. Neix a les muntanyes Barel i corre al nord fins a desaiguar al Kopili. Inicialment va formar el límit amb el districte de Naga Hills (Nagaland) però posteriorment vers 1880 el límit fou traslladat a un riu situat més a l'est.